# Anders Hellblom
Anders Hellblom, född 5 maj 2003, är en svensk fotbollsspelare som spelar för FC Stockholm. 

## Klubblagskarriär
Anders Hellbloms moderklubb är Gideonsbergs IF. När han var 14 år gammal lämnade han dem för spel i Västerås SK. Efter att ha spenderat de första åren i klubbens ungdomsakademi skrev Hellblom på ett lärlingskontrakt som 17-åring, inför säsongen 2021.
Strax innan sin 18-årsdag debuterade Anders Hellblom i Superettan, då han stod för ett inhopp när Västerås SK spelade 1-1 mot Örgryte IS den 1 maj 2021. Kort därefter lånades han ut till division 2-klubben IFK Eskilstuna, som en del av ett samarbetsavtal mellan klubbarna. Hellblom har därefter även funnits tillgänglig för spel i IFK Eskilstuna under både 2022 och 2023.
I februari 2024 värvades Hellblom av FC Stockholm, där han skrev på ett tvåårskontrakt.

## Karriärstatistik
| Klubb                | Säsong             | Liga                      | Liga    | Liga | Nationell cup | Nationell cup | Övrigt  | Övrigt | Totalt  | Totalt |
| Klubb                | Säsong             | Division                  | Matcher | Mål  | Matcher       | Mål           | Matcher | Mål    | Matcher | Mål    |
| -------------------- | ------------------ | ------------------------- | ------- | ---- | ------------- | ------------- | ------- | ------ | ------- | ------ |
| Västerås SK          | 2020               | Superettan                | 0       | 0    | 1             | 0             | —       | —      | 1       | 0      |
| Västerås SK          | 2021               | Superettan                | 1       | 0    | 0             | 0             | —       | —      | 1       | 0      |
| Västerås SK          | 2022               | Superettan                | 1       | 0    | 1             | 0             | —       | —      | 2       | 0      |
| Västerås SK          | 2023               | Superettan                | 23      | 1    | 4             | 2             | —       | —      | 27      | 3      |
| Västerås SK          | Totalt             | Totalt                    | 25      | 1    | 6             | 2             | —       | —      | 31      | 3      |
| IFK Eskilstuna (lån) | 2021               | Division 2 Södra Svealand | 15      | 1    | 0             | 0             | —       | —      | 15      | 1      |
| IFK Eskilstuna (lån) | 2022               | Division 2 Södra Svealand | 22      | 4    | 0             | 0             | —       | —      | 22      | 4      |
| IFK Eskilstuna (lån) | 2023               | Division 2 Södra Svealand | 1       | 0    | 0             | 0             | —       | —      | 1       | 0      |
| IFK Eskilstuna (lån) | Totalt             | Totalt                    | 38      | 5    | 0             | 0             | —       | —      | 35      | 5      |
| FC Stockholm         | 2024               | Ettan Norra               | 29      | 1    | 2             | 0             | 2       | 0      | 33      | 1      |
| FC Stockholm         | 2025               | Ettan Norra               | 0       | 0    | 1             | 0             | —       | —      | 1       | 0      |
| FC Stockholm         | Totalt             | Totalt                    | 29      | 1    | 3             | 0             | 2       | 0      | 34      | 1      |
| Totalt i karriären   | Totalt i karriären | Totalt i karriären        | 92      | 7    | 9             | 2             | 2       | 0      | 103     | 9      |

1. ↑  Uppflyttningskvalmatcher mot GIF Sundsvall.[10][11]